# فن الذكاء الاصطناعي

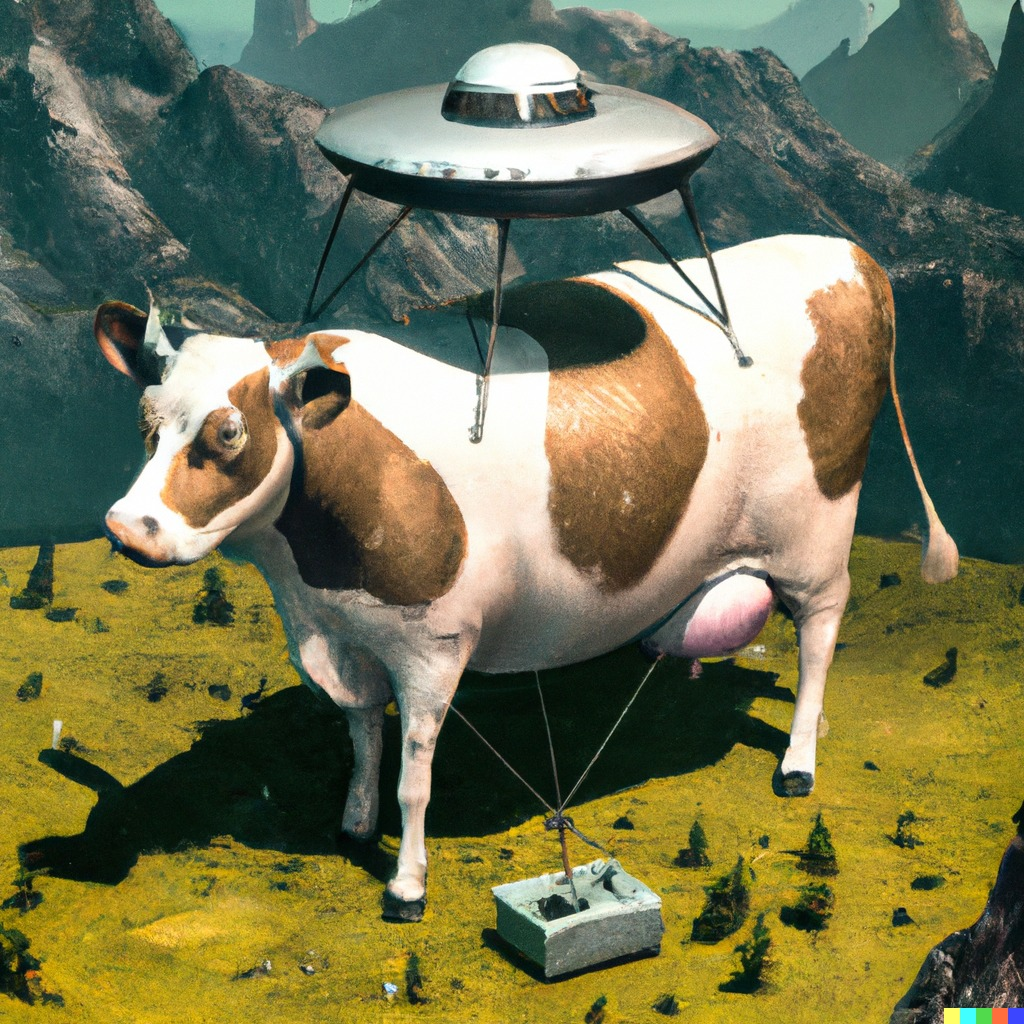
صورة تم إنشاؤها بواسطة دال إي استنادًا إلى النص الذي يدفع "فن الستينيات من البقرة يتم اختطافها بواسطة جسم غامض في الغرب الأوسط"

فن الذكاء الاصطناعي Artificial intelligence art هو أي عمل فني وخاصة الصور والتراكيب الموسيقية، يتم إنشاؤه من خلال استخدام برامج الذكاء الاصطناعي (AI)، مثل نماذج تحويل النص إلى صورة والمولدات الموسيقية . في بعض الأحيان يتم الخلط بينه وبين الفن الرقمي . بينما يتضمن كل من فن الذكاء الاصطناعي والفن الرقمي استخدام التكنولوجيا، يتميز فن الذكاء الاصطناعي باستخدامه للخوارزميات التوليدية وتقنيات التعلم العميق التي يمكن أن تنتج الفن بشكل مستقل دون مدخلات مباشرة من الفنانين البشر.

## التاريخ المبكر
تأسس الذكاء الاصطناعي باعتباره تخصصًا أكاديميًا في عام 1956، وفي العقود التي تلت ذلك، شهد العديد من موجات التفاؤل. منذ تأسيسه، أثار الباحثون في مجال الذكاء الاصطناعي الحجج الفلسفية حول طبيعة العقل البشري والعواقب الأخلاقية لخلق كائنات اصطناعية تتمتع بذكاء يشبه الإنسان؛ سبق أن تم استكشاف هذه القضايا من خلال الأساطير والخيال والفلسفة منذ العصور القديمة.

## الأدوات والعمليات

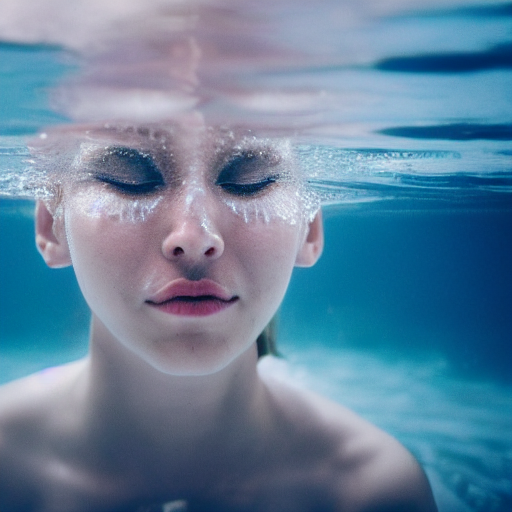
الصورة مصنوعة من الانتشار المستقر

### المصور
تم تطوير العديد من الآليات لإنشاء فن الذكاء الاصطناعي، بما في ذلك التوليد الإجرائي "المستند إلى القواعد" للصور باستخدام الأنماط الرياضية، والخوارزميات التي تحاكي ضربات الفرشاة والتأثيرات المرسومة الأخرى، والذكاء الاصطناعي أو خوارزميات التعلم العميق، مثل شبكات الخصومة التوليدية (GANs) والمحولات.
يعد نظام AARON من أوائل أنظمة فن الذكاء الاصطناعي المهمة، والذي طوره هارولد كوهين بداية من أواخر الستينيات في جامعة كاليفورنيا في سان دييغو. AARON هو أبرز مثال على فن الذكاء الاصطناعي في عصر برمجة الذكاء الاصطناعي الرمزيGOFAI بسبب استخدامه لنهج رمزي قائم على القواعد لإنشاء صور فنية. طور كوهين AARON بهدف التمكن من ترميز فعل الرسم. في شكله البدائي، ابتكر آرون رسومات بسيطة بالأبيض والأسود. أنهى كوهين الرسومات لاحقًا برسمها. على مر السنين، بدأ أيضًا في تطوير طريقة لارون ليرسم أيضًا. صمم كوهين أرون ليرسم باستخدام الفرش والأصباغ الخاصة التي اختارها البرنامج نفسه دون وساطة من كوهين.

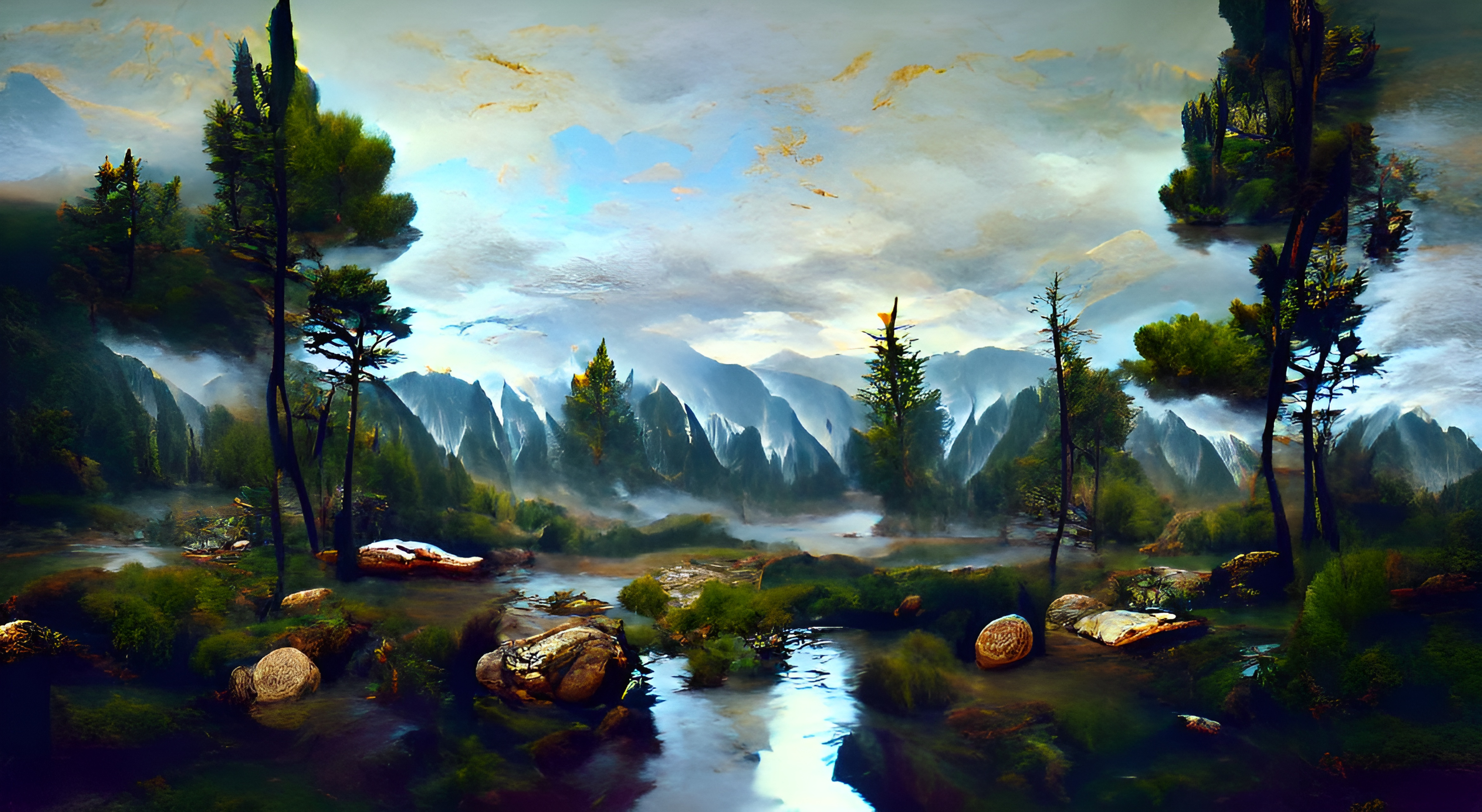
مثال على صورة تم إنشاؤها باستخدام VQGAN + CLIP (NightCafe Studio)

تم تصميم شبكات الخصومة التوليدية (GANs) في عام 2014. يستخدم هذا النظام "منشئًا" لإنشاء صور جديدة و "أداة تمييز" لتحديد الصور التي تم إنشاؤها والتي تعتبر ناجحة. تستخدم النماذج الأكثر حداثة Vector Quantized Generative Adversarial Network واللغة التباينية - التدريب المسبق على الصورة (VQGAN + CLIP).
يستخدم ديب دريم، الذي أصدرته جوجل عام 2015، شبكة عصبية تلافيفية للعثور على أنماط في الصور وتحسينها عبر خوارزمية باريدوليا، وبالتالي إنشاء صور تمت معالجتها بشكل متعمد. بعد إصدار ديب دريم، أصدرت العديد من الشركات تطبيقات تحول الصور إلى صور تشبه الفن بأسلوب مجموعات معروفة من اللوحات. يستخدم موقع Artbreeder الذي تم إطلاقه في عام 2018، النماذج StyleGAN و BigGAN  للسماح للمستخدمين بإنشاء وتعديل الصور مثل الوجوه والمناظر الطبيعية واللوحات.
تستخدم العديد من البرامج نماذج تحويل النص إلى صورة لإنشاء مجموعة متنوعة من الصور بناءً على مطالبات نصية مختلفة. وهي تشمل دال-إي من شركة أوبن أيه آي، والتي أصدرت سلسلة من الصور في يناير 2021، Imagen و Parti من جوجل برين الذي تم الإعلان عنه في مايو 2022، Microsoft NUWA-Infinity،  و Dream by Wombo. يمكن أن يتضمن الإدخال أيضًا صورًا وكلمات رئيسية ومعلمات قابلة للتكوين، مثل الأسلوب الفني، والذي غالبًا ما يستخدم عبر عبارات مفاتيح مثل "في أسلوب [اسم الفنان]" في الموجه  و / أو اختيار جمالية واسعة /اسلوب فني.
في 22 أغسطس 2022، تم إصدار Stable Diffusion، مما جعل التكنولوجيا أكثر سهولة في الوصول إليها ومجانية للاستخدام على الأجهزة الشخصية وكذلك قابلة للتمديد من قبل أطراف ثالثة (مثل مشاريع البرامج الأخرى). أتاح ذلك تطوير تطبيقات وإضافات أخرى، مثل المكونات الإضافية لـ Krita وPhotoshop وBlender وGIMP . واجهة المستخدم Automatic1111 Stable Diffusion UI هي واجهة مستخدم مفتوحة المصدر قائمة على الويب لاستخدام الأداة على جهاز الكمبيوتر الخاص بك، بما في ذلك الميزات الجديدة المتكاملة باستمرار (مثل "Inpainting" أو "Textual Inversion"). واجهة الويب من Stability.ai التي تسمح بتشغيل البرنامج دون أي تثبيت جديد تسمى دريم ستوديو.
هناك العديد من برامج إنشاء فن الذكاء الاصطناعي الأخرى، بما في ذلك تطبيقات الهاتف المحمول البسيطة التي تواجه المستهلك وأجهزة الكمبيوتر المحمولة Jupyter التي تتطلب وحدات معالجة رسومات قوية لتعمل بفعالية.

#### التأثير والتطبيقات
قدم معرض "آلات التفكير: الفن والتصميم في عصر الكمبيوتر، 1959-1989" في متحف الفن الحديث في نيويورك (MoMA) لمحة عامة عن تطبيقات الذكاء الاصطناعي للفن والعمارة والتصميم. تشمل المعارض التي تعرض استخدام الذكاء الاصطناعي في إنتاج الفن المزايا والمزادات التي ترعاها جوجل لعام 2016 في مؤسسة Gray Area Foundation في سان فرانسيسكو، حيث جرب الفنانون خوارزمية ديب دريم ومعرض 2017 "Unhuman: Art in the Age of AI"، والذي في لوس أنجلوس وفرانكفورت. في ربيع 2018، خصصت جمعية آلات الحوسبة عددًا من المجلة لموضوع الكمبيوتر والفن. في يونيو 2018، تم عرض "Duet for Human and Machine"، وهو عمل فني يسمح للمشاهدين بالتفاعل مع الذكاء الاصطناعي، في مركز بيل للفنون + التكنولوجيا. افتتح النمساوي Ars Electronica ومتحف الفنون التطبيقية في فيينا معارض عن الذكاء الاصطناعي في عام 2019. استكشف مهرجان Ars Electronica لعام 2019 "خارج الصندوق" دور الفن في التحول المجتمعي المستدام.

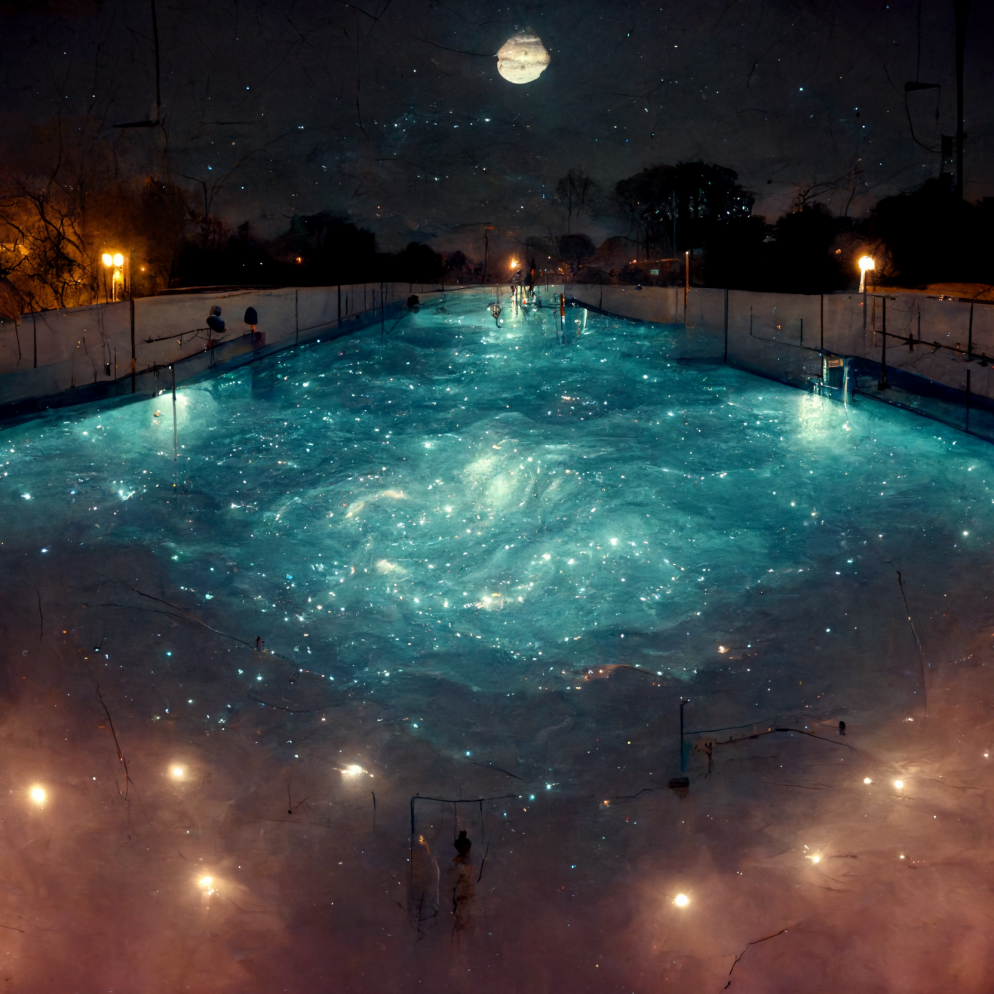
صورة ميدجورني من العرض الفوري "حمام سباحة مليء بالمجرة في ليلة مقمرة"

قد تشمل الأمثلة على هذه الزيادة على سبيل المثال تمكين التوسع في الأنواع المتخصصة غير التجارية (الأمثلة الشائعة هي مشتقات السايبربانك مثل السولار بانك ) من قبل الهواة، والترفيه الجديد، واللعب الخيالي الجديد للطفولة،[بحاجة لاستشهادات إضافية] نماذج أولية سريعة جدًا،  زيادة إمكانية الوصول إلى الفن  والإنتاج الفني لكل جهد و / أو نفقات و / أو وقت  - على سبيل المثال من خلال إنشاء المسودات والإلهام وتنقيح المسودات، ومكونات الصورة (Inpainting).
تم وصف الوسائط الاصطناعية، التي تتضمن فن الذكاء الاصطناعي، في عام 2022 على أنها اتجاه رئيسي مدفوع بالتكنولوجيا للتأثير على الأعمال التجارية في السنوات القادمة.

#### الهندسة السريعة والمشاركة
هناك منصات للمشاركة، التداول، البحث، التفرع / التحسين و / أو التعاون في مطالبات لتوليد صور محددة من مولدات الصور. غالبًا ما تتم مشاركة الموجهات جنبًا إلى جنب مع الصور على مواقع مشاركة الصور مثل ريديت ومواقع الويب المخصصة للفنون AI. إنها ليست المدخلات الكاملة أو التفاصيل المستخدمة لتوليد الصور.

#### التطوير
وظائف إضافية قيد التطوير وقد تعمل على تحسين التطبيقات المختلفة أو تمكين تطبيقات جديدة - مثل "انعكاس النص" الذي يشير إلى تمكين استخدام المفاهيم التي يوفرها المستخدم (مثل كائن أو نمط) المستفادة من صور قليلة. باستخدام انعكاس النص، يمكن إنشاء فن شخصي جديد من الكلمة (الكلمات) المرتبطة (الكلمات الرئيسية التي تم تخصيصها للمفهوم المتعلم، غالبًا ما يكون مجردة)  وامتدادات النموذج / الضبط الدقيق (انظر أيضًا: دريم بوث ).
تُستخدم الصور المُنشأة أحيانًا كرسومات تخطيطية  أو تجارب منخفضة التكلفة  أو توضيح لأفكار إثبات المفهوم - المرحلة - قد تتعلق الوظائف الإضافية أو التحسينات أيضًا بالتحرير اليدوي بعد الجيل (التلميع أو الاستخدام الفني) الفن القائم على المطالبات  (مثل التغيير والتبديل اللاحق باستخدام محرر الصور). في حالة الانتشار المستقر، تتم مشاركة النموذج الرئيسي المدرب مسبقًا على Hugging Face Hub .

### اخرى
يمكن لبعض الروبوتات النموذجية إنشاء ما يعتبر أشكالًا فنية - مثل روبوتات الطهي الديناميكية التي يمكنها تذوقها وتعديلها. هناك أيضًا كتابة بمساعدة الذكاء الاصطناعي تتجاوز تحرير النسخ  (بما في ذلك الدعم في توليد القصص الخيالية مثل المساعدة في منع الكاتب أو الإلهام أو إعادة كتابة المقاطع). يمكن استخدام الذكاء الاصطناعي وقد تم استخدامه في فن ألعاب الفيديو بخلاف الصور فقط، خاصةً لتصميم المستوى (على سبيل المثال للخرائط المخصصة ) وإنشاء محتوى جديد أو قصص تفاعلية في ألعاب الفيديو.

## تحليل الفنون واللوحات باستخدام الذكاء الاصطناعي
بالإضافة إلى إنشاء الفن الأصلي، تم إنشاء طرق البحث التي تستخدم الذكاء الاصطناعي للتحليل الكمي لمجموعات الفن الرقمي. أصبح هذا ممكنًا بسبب الرقمنة واسعة النطاق للأعمال الفنية في العقود القليلة الماضية. على الرغم من أن الهدف الرئيسي للرقمنة كان السماح بإمكانية الوصول إلى هذه المجموعات واستكشافها، إلا أن استخدام الذكاء الاصطناعي في تحليلها أدى إلى ظهور آفاق بحثية جديدة.
طريقتان حسابيتان، القراءة القريبة والمشاهدة عن بعد، هما المقاربتان النموذجية المستخدمة لتحليل الفنون الرقمية. القراءة الدقيقة تركز على جوانب بصرية محددة لقطعة واحدة. تتضمن بعض المهام التي تقوم بها الآلات بأساليب القراءة القريبة المصادقة الحسابية للفنان وتحليل ضربات الفرشاة أو خصائص النسيج. في المقابل، من خلال طرق العرض عن بعد، يمكن تصور التشابه عبر مجموعة كاملة لميزة معينة إحصائيًا. تشمل المهام الشائعة المتعلقة بهذه الطريقة التصنيف التلقائي، واكتشاف الأشياء، والمهام متعددة الوسائط، واكتشاف المعرفة في تاريخ الفن، والجماليات الحسابية. في حين أن المشاهدة عن بعد تتضمن تحليل المجموعات الكبيرة، فإن القراءة عن قرب تتضمن قطعة واحدة من العمل الفني.
قدم الباحثون أيضًا نماذج تتنبأ بالاستجابات العاطفية للفن مثل ArtEmis، وهي مجموعة بيانات واسعة النطاق مع نماذج التعلم الآلي التي تحتوي على ردود فعل عاطفية للفن المرئي بالإضافة إلى تنبؤات المشاعر من الصور أو النص.
وفقًا لـ CETINIC و SHE (2022)، فإن استخدام الذكاء الاصطناعي لتحليل المجموعات الفنية الموجودة بالفعل يمكن أن يوفر وجهات نظر جديدة حول تطوير الأساليب الفنية وتحديد التأثيرات الفنية. يمكن أن تساعد الدراسة بمساعدة الذكاء الاصطناعي للفن الحالي في تنظيم المعارض الفنية ودعم عملية صنع القرار للقيمين والمؤرخين الفنيين.
يمكن لبرامج الذكاء الاصطناعي إنشاء صور جديدة تلقائيًا لأعمال فنية مشابهة لتلك التي تم تعلمها من العينة. ما يحتاجه البشر فقط هو إدخال البيانات بشكل أساسي والتمييز بين المخرجات وأتمتة الجيل المحدد، والجمع بين آليات الذكاء الاصطناعي وآليات إنشاء الفن البشري يسمح للذكاء الاصطناعي بإنتاج الأعمال.

## المبيعات
أقيم مزاد لبيع فن الذكاء الاصطناعي في دار كريستيز للمزادات في نيويورك في عام 2018، حيث بيع العمل الفني للذكاء الاصطناعي إدموند دي بيلامي بمبلغ 432،500 دولار، وهو ما يزيد بنحو 45 مرة عن تقديراته البالغة 7000-10000 دولار. تم إنشاء العمل الفني من قبل مجموعة "Oburred"، ومقرها باريس .

## النقد والقضايا والجدل

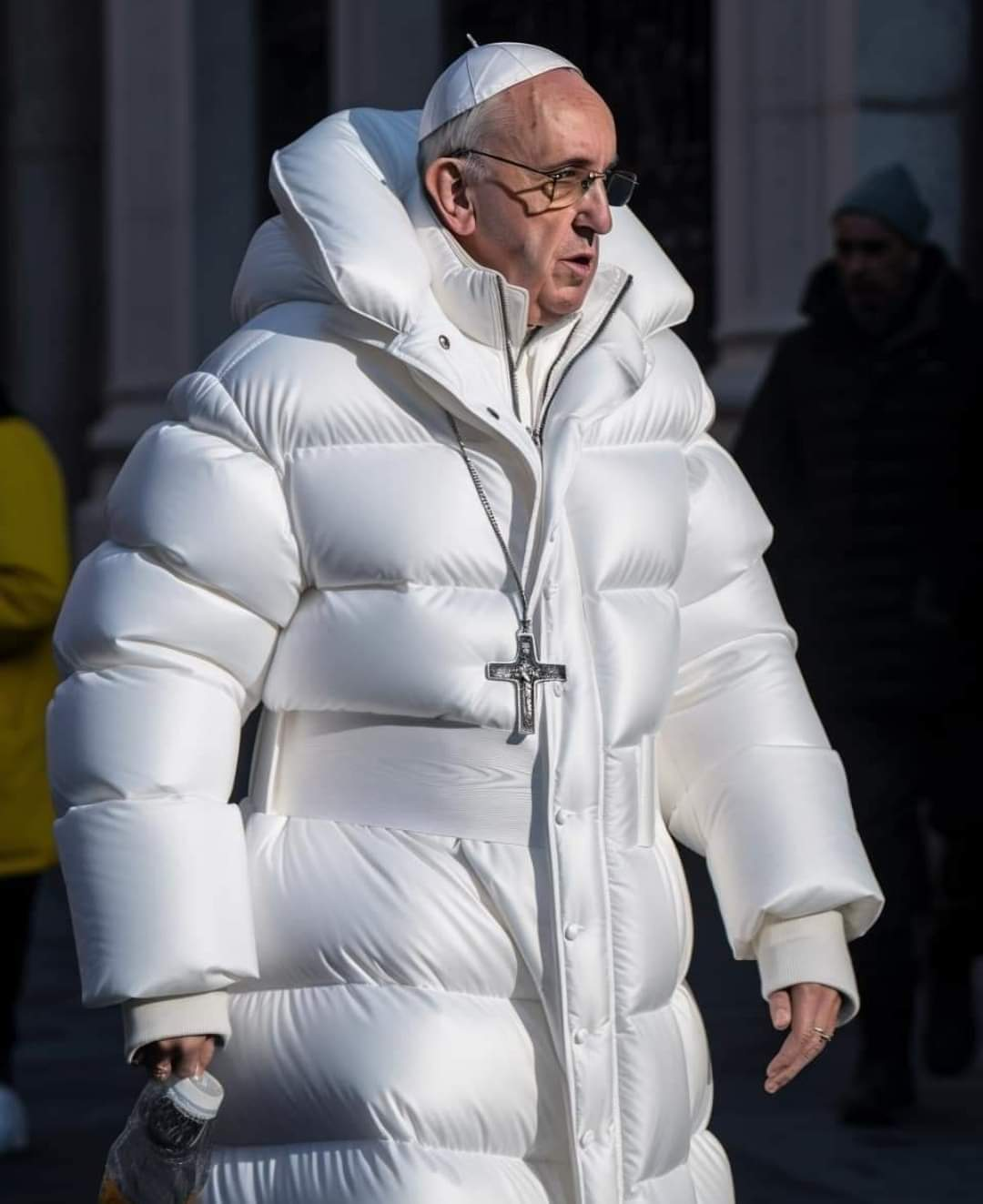
البابا فرنسيس ومعطف الشتاء: صورة مولدة بالذكاء الاصطناعي تثير الجدل حول الحقيقة والتلاعب

### حقوق النشر
منذ أن بدأ الفنانون في استخدام الذكاء الاصطناعي لخلق الفن في القرن العشرين، أثار استخدام الفن المولّد بواسطة الذكاء الاصطناعي عددًا من المناقشات. في العشرينيات من القرن الحالي، ركزت بعض تلك المناقشات على ما إذا كان يمكن تعريف فن الذكاء الاصطناعي على أنه فن أم لا، وبشأن تأثيره على الفنانين.
عام 1985، نظرت أستاذة قانون الملكية الفكرية باميلا سامويلسون في الأسئلة القانونية المتعلقة بتأليف فن الذكاء الاصطناعي من حيث صلته بحقوق النشر: من يملك حقوق النشر عندما تم إنشاء القطعة الفنية بواسطة الذكاء الاصطناعي؟ جادل مقال باميلا سامويلسون، "تخصيص حقوق الملكية في الأعمال التي يتم إنشاؤها بواسطة الكمبيوتر"، بأنه يجب تخصيص الحقوق لمستخدم برنامج المولد. رداً على نفس السؤال، قدمت مقالة Florida Law Review لعام 2019 ثلاثة خيارات محتملة. أولاً، يصبح الذكاء الاصطناعي نفسه مالك حقوق النشر. للقيام بذلك، يجب تعديل القسم 101 من قانون حقوق النشر لتعريف "المؤلف" كشخص طبيعي أو كمبيوتر.
ثانيًا، وفقًا لحجة Samuelson، يكون المستخدم أو المبرمج أو شركة الذكاء الاصطناعي هي مالك حقوق النشر. سيكون هذا توسيعًا لمبدأ "العمل مقابل أجر"، والذي بموجبه يتم نقل ملكية حقوق النشر إلى "صاحب العمل".
ثالثا، لن يصبح أحد مالك حقوق الطبع والنشر، وسيدخل العمل تلقائيًا إلى المجال العام. الحجة هنا هي أنه نظرًا لأنه لا يوجد شخص "ابتكر" القطعة الفنية، فلا ينبغي لأحد أن يكون مالك حقوق الطبع والنشر.
في عام 2022، بالتزامن مع تزايد توافر خدمات إنشاء صور الذكاء الاصطناعي للمستهلكين، تجدد النقاش الشعبي حول شرعية وأخلاقيات الفن الذي يتم إنشاؤه بواسطة الذكاء الاصطناعي. من القضايا الخاصة استخدام الفن المحمي بحقوق الطبع والنشر في مجموعات بيانات التدريب على الذكاء الاصطناعي: في سبتمبر 2022، صرحت ريما سلحي، من جمعية حقوق التأليف والنشر والتصميم والفنانين، أنه "لا توجد ضمانات للفنانين ليتمكنوا من تحديد الأعمال في قواعد البيانات التي يتم استخدامها وإلغاء الاشتراك ". ادعى البعض أن الصور التي تم إنشاؤها بواسطة هذه النماذج يمكن أن تحمل تشابهًا غريبًا مع الأعمال الفنية الموجودة، بما في ذلك في بعض الأحيان بقايا توقيع الفنان الأصلي. وصل هذا النقاش إلى ذروته في ديسمبر، عندما نظم مستخدمو منصة ArtStation للمحفظة احتجاجًا عبر الإنترنت ضد الاستخدام غير الرضائي لأعمالهم الفنية داخل مجموعات البيانات: أدى ذلك إلى إلغاء الاشتراك في الخدمات، مثل "هل تم تدريبنا؟"، بالإضافة إلى بعض المنصات الفنية عبر الإنترنت التي تعد بتقديم خيارات إلغاء الاشتراك الخاصة بها. وفقًا لمكتب حقوق الطبع والنشر الأمريكي، لا تستطيع برامج الذكاء الاصطناعي الاحتفاظ بحقوق النشر.
في يناير 2023، رفع ثلاثة فنانين - سارة أندرسن، وكيلي ماكيرنان، وكارلا أورتيز - دعوى قضائية بشأن انتهاك حقوق الطبع والنشر ضد Stability AI و ميدجورني وديفيانت آرت، بدعوى أن هذه الشركات انتهكت حقوق ملايين الفنانين من خلال تدريب أدوات الذكاء الاصطناعي على خمسة مليارات صورة. مقتبس من الويب دون موافقة الفنانين الأصليين. في الشهر نفسه، رفعت شركة غيتي دعوى قضائية ضد Stability AI لاستخدام صورها في بيانات التدريب.

### مخاوف بشأن التأثير على الفنانين
أثار بعض الفنانين في عام 2022 مخاوف بشأن التأثير الذي يمكن أن يكون لمولدات الصور بالذكاء الاصطناعي على قدرتهم على كسب المال، لا سيما إذا تم استخدام صور الذكاء الاصطناعي لتحل محل الفنانين العاملين في الرسم التوضيحي والتصميم. في أغسطس 2022، فاز الرسم التوضيحي للذكاء الاصطناعي من نص إلى صورة بجائزة 300 دولار في المركز الأول في مسابقة فنية رقمية في معرض ولاية كولورادو . قال الفنان الرقمي RJ Palmer في أغسطس 2022 "يمكنني بسهولة أن أتخيل سيناريو باستخدام الذكاء الاصطناعي يمكن لفنان واحد أو مدير فني أن يحل محل 5-10 فنانين مبتدئين. . . لقد رأيت الكثير من المؤلفين المنشورين بأنفسهم، ويقولون كم سيكون رائعًا أنهم لن يضطروا إلى توظيف فنان "، مضيفًا أن" القيام بهذا النوع من العمل للمبدعين الصغار هو كيف بدأ الكثير منا كفنانين محترفين. "  قال الفنان الرقمي البولندي جريج روتكوفسكي في سبتمبر 2022 إنه "بدأ يبدو وكأنه تهديد لمسيرتنا المهنية"، مضيفًا أنه أصبح أكثر صعوبة في البحث عن عمله عبر الإنترنت لأن العديد من الصور التي أرجعها محرك البحث تم إنشاؤها بواسطة الذكاء الاصطناعي. تمت مطالبته بتقليد أسلوبه.

### قضايا التزييف العميق
كما هو الحال مع الأنواع الأخرى من التلاعب بالصور منذ أوائل القرن التاسع عشر، كان بعض الأشخاص في أوائل القرن الحادي والعشرين قلقين من إمكانية استخدام الذكاء الاصطناعي لإنشاء محتوى مضلل يُعرف باسم " التزييف العميق ".

## أنظر أيضا
- فن الخوارزميات
- تطبيقات الذكاء الاصطناعي # فن
- الإبداع الحسابي
- الفن السيبرني
- الفن التوليدي
- قائمة فناني الذكاء الاصطناعي
- نقل النمط العصبي
- الوسائط الاصطناعية
- التوليف